# Mammillaria petrophila
Mammillaria petrophila (укр. Мамілярія петрофіла, мамілярія каменелюбна) — сукулентна рослина з роду мамілярія (Mammillaria) родини кактусових (Cactaceae).

## Історія

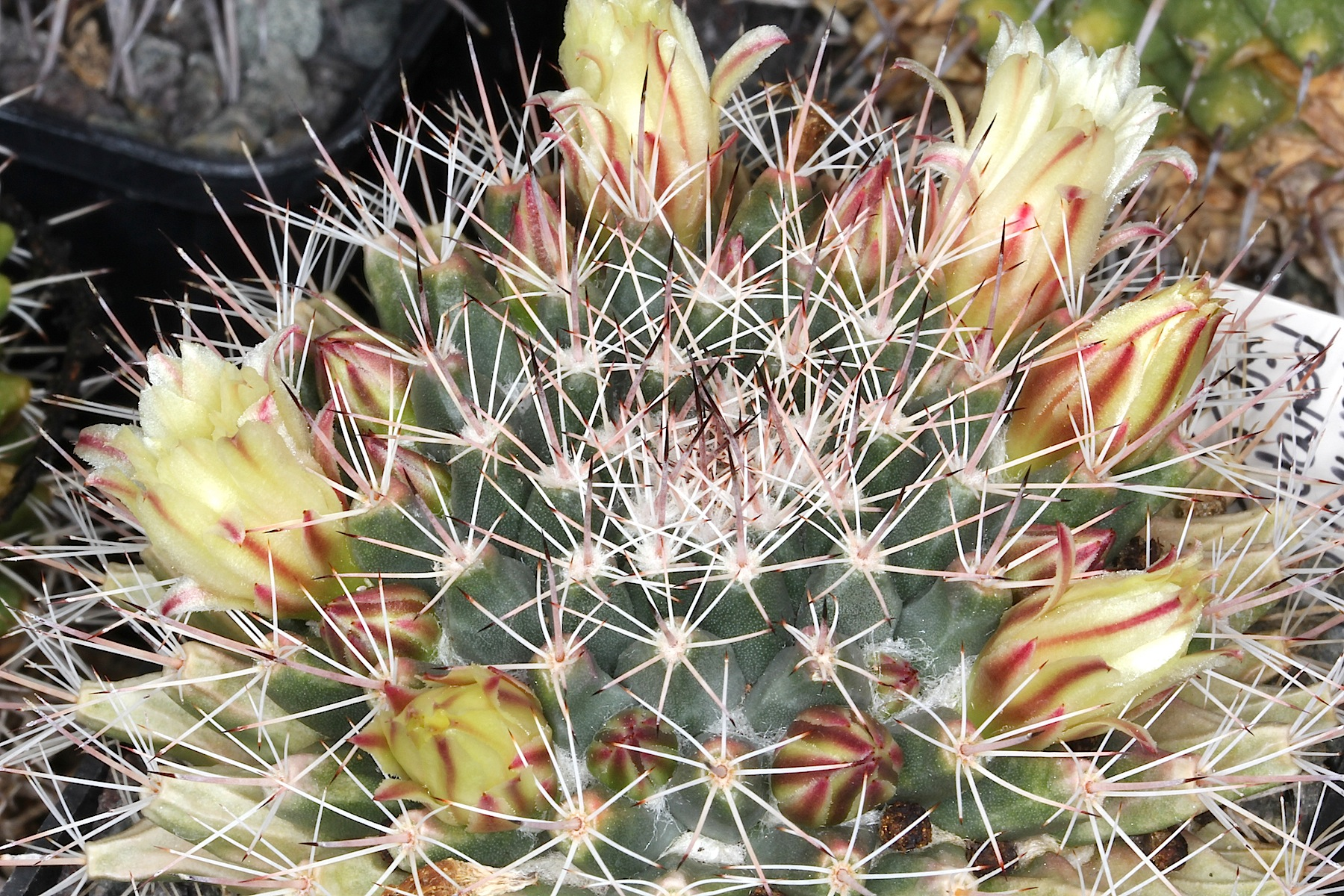
Квіти Mammillaria petrophila subsp. baxteriana

Вид вперше описала американська ботанікиня Мері Кетрін Бренджі (1844—1920) 1904 року в американському ботанічному журналі англ. «Zoë».

## Етимологія
Видова назва походить від лат. petro — «камінь» і лат. philus — «любити».

## Ареал і екологія
Mammillaria petrophila є ендемічною рослиною Мексики. Ареал розташований у штаті Баха-Каліфорнія-Сюр. Рослини зростають на висоті від 0 до 2000 метрів над рівнем моря в пустельному скребі на скелястих оголеннях і граніті.

## Морфологічний опис
| Орган              | Опис |
| Рослини            | поодинокі, пізніше безладно кластеризуються.                                                                                        |
| Коріння            | |
| Стебло             | Стебло здавлено-кулясте до коротко-циліндричного, до 15 см заввишки і в діаметрі.                                                   |
| Епідерміс          | сіро-зелений. |
| Маміли             | короткі, кутові, конічні, з молочним соком.                                                                                         |
| Ареоли             | |
| Аксили             | з щільним пухом. |
| Центральні колючки | 1-7, темно-коричневі, до 20 мм завдовжки.                                                                                           |
| Радіальні колючки  | 8-10, тонкі, жорсткі, голчасті, коричневі з темними кінцями, завдовжки 10-15 мм.                                                    |
| Квіти              | яскраво-зеленувато-жовті з темними центральними прожилками на пелюстках або жовті або блідо-жовті, до 20 мм завдовжки і в діаметрі. |
| Бутони             | |
| Зовнішні пелюстки  | |
| Внутрішні пелюстки | |
| Тичинки            | |
| Маточка            | |
| Плоди              | червоні. |
| Насіння            | коричневе. |

## Різновиди
Визнано три підвиди Mammillaria petrophila: номінаційни підвид — Mammillaria petrophila subsp. petrophila і підвиди: arida — Mammillaria petrophila subsp. arida (Rose ex Quehl) D.R.Hunt і baxteriana — Mammillaria petrophila subsp. baxteriana (H.E.Gates) D.R.Hunt.

### Mammillaria petrophila subsp. petrophila
- Центральних колючок — 1-2.
- Квіти — яскраво-зеленувато-жовті.
- Ареал зростання — Сьєрра-де-ла-Лагуна і Сьєрра-Францискіто.

### Mammillaria petrophila subsp. arida
- Центральних колючок — 4-7, тонкі, голчасті.
- Квіти — кремові до блідо-жовтих.
- Ареал зростання — поблизу Ла-Паса.

### Mammillaria petrophila subsp. baxteriana
- Центральних колючок — зазвичай одна.
- Квіти — жовті.
- Ареал зростання — на південний схід від Ла-Паса.

## Чисельність, охоронний статус та заходи по збереженню
Mammillaria petrophila входить до Червоного списку Міжнародного союзу охорони природи уразливих видів (VU).
Ареал виду природно фрагментований, і вплив на його середовище існування ще більше роздробив його. Розвиток міст та туризму в районі, де зростає цей вид, призводить до триваючого погіршення його місць зростання та зменшення чисельності рослин.
Основними загрозами є розвиток міст і туризму, а також видобуток корисних копалин, які особливо впливають на підвиди Mammillaria petrophila subsp. arida і Mammillaria petrophila subsp. baxteriana.
Вид має площу розміщення трохи більше 5000 км².
Номінативний підвид Mammillaria petrophila subsp. petrophila зустрічається в межах охоронюваної території Сьєрра-де-ла-Лагуна.
Охороняється Конвенцією про міжнародну торгівлю видами дикої фауни і флори, що перебувають під загрозою зникнення (CITES).